# Пінгвін прямочубий
Пінгві́н прямоч́убий (Eudyptes sclateri) — вид птахів з роду червонодзьобий пінгвін родини пінгвінових.

## Опис
Загальна довжина тіла становить 63—-65 см, вага близько 2,7—3,5 кг. Максимальна вага (перед линянням — 6,5 кг). Спостерігається статевий диморфізм: самиці значно поступаються в розмірах самцям. У дорослих особин забарвлення голови верхньої частини горла і щік чорного кольору. На голові над очима пролягає широка жовта хрестоподібна смуга. Верхня частина тіла має чорний з синім відливом колір, черево — біле. Крило-плавник забарвлене в чорно—синій колір, по краю проходить біла облямівка, низ крила-плавця біле, його кінець зсередини — темний. Дзьоб довгий і тонкий, коричнево-помаранчевого кольору. Пінгвіненята сірувато—бурого забарвлення зверху, білі — внизу. Молоді особини дещо відрізняються від дорослих, головна відмінність — забарвлення у вигляді жовтого хреста на голові менших розмірів, ніж у дорослих.

## Розповсюдження
Мешкає поблизу Австралії та Нової Зеландії. Великі колонії розташовані на островах Антиподів і острові Баунті, маленькі — на островах Окленд і Кемпбелл.
Сучасна популяція нараховує близько 200 000 пар і визнана стабільною.

## Спосіб життя
Значний час проводить у морі. Добре плаває та пірнає. Живиться дрібною рибою та зоопланктоном. Під час зимових місяців не залишає прохолодних вод Субантарктики, але де саме він проводить весь цей час, не встановлено. Зазвичай він гніздиться в колоніях разом із пінгвіном золотоволосим.
Пінгвін прямочубий має розвинуту суспільну поведінку. У цих пінгвінів є цікаві ритуали залицяння, які супроводжуються низьким повторюваними звуками — «піснею». Крик пінгвіна повторюється в рівномірному темпі і складається з однакового набору звуків. Крик пінгвіна можна почути тільки в денний час. Пташенята теж закликають батьків криками, але їх «пісня» значно коротша і не настільки складна, та й співається вона на більш високих нотах.
Під час шлюбного сезону самці стають у демонстративні пози, завмираючи з розкритим дзьобом, запрошуючи самицю до спаровування. Під час агресивних демонстрацій пінгвіни піднімають свій чуб, витягають вертикально голову і розгойдують нею з боку на бік. Іноді суперники розігрують войовничу сцену, стаючи один проти одного і починаючи «сурмити», при цьому вони кланяються, смикають плечима. Під час зіткнень суперники схиляють голови з бурчанням або «гавканням» і завдають ударів зімкнутими дзьобами, іноді кусають ворога в шию і б'ють плавниками. Такі зіткнення зазвичай відбуваються під час битви через самицю або під час захисту гніздової території.
Розмножується у великих колоніях, звичайно спільно з чубатими пінгвінами. Самці зазвичай повертаються в місця гніздування на два тижні раніше самиць. Гніздо влаштовується на пласкій ділянці скель не вище 70 м над рівнем моря. Самиця сама будує гніздо, лапами вигрібаючи під нього сміття. Самець викладає гніздо камінням, болотом і травою. Яйця відкладаються з початку жовтня, кладка триває 3-5 днів, в цей час самиця нічого не їсть. У кладці 2 яйця, друге яйце за розмірами перевершує перше. За кольором яйця бувають світло-блакитні або зеленуваті, але пізніше вони буріють. З моменту, коли відкладене друге яйце, починається висиджування, яке триває 35 днів.
Батьки займаються висиджуванням по черзі: через 2-3 дні після того, як яйця відкладені, самиця залишає гніздо, і самець залишається на варті. Це триває 3-4 тижні, весь цей час пінгвін постить. Самиця повертається до пташенят вдень, щоб погодувати їх, відригуючи їжу. У лютому пташенята вже вкриваються пір'ям і залишають острови.